# پایگاه هوایی مونچگورسک
پایگاه هوایی مونچگورسک (به انگلیسی: Monchegorsk (air base)) یک فرودگاه نظامی است که یک باند فرود بتن دارد و طول باند آن ۲۵۰۰ متر است. این فرودگاه در شهر مونچگورسک کشور روسیه قرار دارد و در ارتفاع ۱۶۷ متری از سطح دریا واقع شده‌است.